# Ben-Hur (film, 1925)
Ben-Hur är en amerikansk film från 1925, i regi av Fred Niblo. Filmen bygger på romanen med samma namn av Lew Wallace.

## Rollista (i urval)
- Ramon Novarro - Judah Ben-Hur
- Francis X. Bushman - Messala
- May McAvoy - Esther
- Betty Bronson - Mary
- Claire McDowell - Princess of Hur, Ben-Hurs mamma
- Kathleen Key - Tirzah, Ben-Hurs syster
- Carmel Myers - Iras
- Nigel De Brulier - Simonides